# Hainan-Ringautobahn
Die Hainan-Ringautobahn (chinesisch 海南地区环线高速公路, Pinyin Hǎinán dìqū huánxiàn gāosù gōnglù, englisch Hainan Ring Expressway), chin. Abk. G98, ist eine größtenteils fertiggestellte, ringförmige Autobahn auf der Insel Hainan im Süden Chinas. Der 613 km lange Autobahnring führt zunächst von Haikou aus nach Süden durch das Inselinnere nach Qionghai und von dort weiter entlang der Südostküste über Wanning und Lingshui nach Sanya. Anschließend führt die G98 über Dongfang unweit der West- und Nordküste zurück nach Haikou. Derzeit ist die Insel Hainan noch nicht an das übrige chinesische Autobahnnetz angeschlossen, jedoch ist geplant, die Festlands-Autobahnen G15 und G75 mithilfe einer Brücke mit der G98 auf Hainan zu verbinden.